# Urban VII
Urban VII, född Giovanni Battista Castagna 4 augusti 1521 i Rom, död 27 september 1590 i Rom, var påve under tolv dagar, 15 – 27 september 1590, vilket är historiens kortaste officiella pontifikat (Stefans tredagarspontifikat 752 räknas numera officiellt inte som legitimt).

## Biografi
Giovanni Battista Castagna föddes i Rom som son till Cosimo, en adelsman från Genua, och Costanza Ricci, som var syster till kardinal Jacovazzi och var romare. Han studerade civil- och kanonisk rätt vid olika universitet i Italien, och doktorerade i båda ämnena vid universitetet i Bologna. Strax därefter blev han revisor hos sin farbroder kardinal Girolamo Verallo, och ingick i dennes apostoliska beskickningar till Frankrike. 
Påve Julius III placerade Castagna vid Segnatura di Giustizia , och utsåg honom till ärkebiskop av Rossano 1553. Han präst- och biskopsvigdes därför hastigt av kardinal Verallo. Därefter var Castagna guvernör, först av Fano och sedan av Perugia och Umbrien. Han löste en gränstvist mellan Terni och Spoleto till bådas belåtenhet. 1562 till 1563 deltog han i Tridentinska mötet, och var sedermera under sju år apostolisk nuntie i Spanien. När Castagna återkom till Italien sade han upp sin biskopsstol, och sändes sedan som legat till Republiken Venedig, blev guvernör av Bologna, samt skickades på särskilda diplomatiska uppdrag, till bland annat Köln. 
En tid under Gregorius XIII:s pontifikat var Castagna kansler av Kyrkostaten och Heliga stolen. 1583 utsågs han till kardinal (kardinalpräst) av San Marcello. Castagna var mycket inflytelserik under påve Sixtus V, och verkade som storinkvisitor för hela Kyrkan.
När Sixtus avled valdes Castagna till påve, den 15 september 1590. Genom sina många resor, uppdrag och befattningar var han välkänd i Italien och andra delar av Europa. Han valde namnet Urban, vilket på latin betyder "snäll", för att namnet skulle vara en ständig påminnelse att han skulle behandla sina undersåtar med välvilja. 
Under sitt korta pontifikat hann Urban VII ägna sig åt omfattande välgörenhet; hans första gärning var att upprätta en lista över fattiga i Rom vilka han skulle hjälpa. Kardinalerna fick allmosor som de skulle dela ut, han betalade skulderna som alla monts-de-piétés i Kyrkostaten hade, och beordrade bagarna i Rom att baka större bröd och sälja dem billigare. Dessutom testamenterade han sin personliga förmögenhet åt en institution som hjälpte fattiga flickor. För att skära ner utgifterna, förbjöd han att prästerna klädde sig i silke. Han var en stark motståndare till nepotism.
Några få dagar efter att han tillträtt som påve insjuknade Urban. Han avled innan han hann krönas, eftersom han inte ville uppträda sjuk och svag inför folket. 
Urban VII begravdes först i Vatikankyrkan, men hans kvarlevor flyttades sedan till kyrkan Santa Maria sopra Minerva i Rom. Hans gravmonument utfördes 1614 av Ambrogio Buonvicino.